# Прохладный (Крымский район)
Прохладный — хутор в Крымском районе Краснодарского края.
Входит в состав Молдаванского сельского поселения.

## География

### Улицы
- ул. Старокубанская.

## Население
| 1999 | 2002 | 2010 |
| ---- | ---- | ---- |
| 202  | ↘186 | ↘185 |